# Li Feng
Li Feng (1962) è un docente universitario cinese esperto di sinologia, in particolare di storia antica della Cina..
Li Feng è un professore di Storia antica cinese e archeologia all'Università della Columbia, di cui è direttore degli studi per il dipartimento di lingue e culture dell'Asia orientale.
Ha ricevuto il suo MA nel 1986 dall'Istituto di Archeologia, Accademia cinese delle scienze sociali ed il suo dottorato nel 2000 dall'Università di Chicago. Ha inoltre conseguito un dottorato all'università di Tokyo (1991).È sia un archeologo sul campo che uno storico della Cina antica con interesse primario nelle iscrizioni in bronzo del periodo Shang e Zhou.
Li ha fondato il seminario "Columbia Early China" nel 2002 e ha diretto il progetto di scavo archeologico della Columbia in Cina, nella penisola dello Shandong tra il 2006 ed il 2011.

## Alcune pubblicazioni
- Landscape and Power in Early China: The Crisis and Fall of the Western Zhou 1045-771 BC Cambridge University Press, 2006.[3]
- Bureaucracy and the State in Early China: Governing the Western Zhou Cambridge University Press, 2008.[4]
- Writing and Literacy in Early China (co-edited with David Branner; UW Press, 2011.[5]
- Early China: A Social and Cultural History Cambridge University Press, 2013.
- Guicheng: A Study of the Formation of States on the Jiaodong Peninsula in Late Bronze-Age China, 1000-500 BCE.